# Eccidio di Vercallo
L'eccidio di Vercallo fu una strage nazista compiuta tra il 21 e il 23 dicembre 1944 nei pressi di Vercallo di Casina, in provincia di Reggio Emilia, nel corso della quale furono uccisi undici partigiani e un civile.

## Antefatti
Con l'occupazione del territorio emiliano da parte delle truppe nazifasciste e il sorgere delle prime formazioni partigiane nell'Appennino reggiano, venne decretata dalle autorità militari la costituzione della Lehrstab für Bandenbekämpfung, una sorta di centro d'addestramento di tattiche anti-guerriglia. La sede di questo reparto venne posta a Ciano d'Enza, alle pendici della catena appenninica e a pochi chilometri dalle basi e dai ricoveri dei reparti partigiani attivi nella Val d'Enza. In questo comando tedesco vennero condotte torture, abusi e omicidi nei confronti dei partigiani lì tratti prigionieri.
Tra il luglio e il settembre 1944, poi, il territorio compreso tra i comuni di Ciano d'Enza e Casina si ritrovò interessato da una serie di operazioni repressive da parte delle truppe nazifasciste, che seminarono il terrore tra gli abitanti. Solamente tra il 4 e il 5 luglio, in rappresaglia per l'uccisione di un maggiore da parte dei partigiani, i tedeschi uccisero tra le borgate di Pianzo, Cortogno, Barazzone e Paullo sette civili.

## I fatti
Il 20 dicembre 1944, lungo la provinciale Ciano d'Enza-Casina, nei pressi della borgata di Vercallo, i partigiani del distaccamento "Beucci" della 26ª Brigata Garibaldi tesero un'imboscata a un'autovettura tedesca con a bordo cinque militari, uccidendone due. L'esito dell'azione si rivelerà di cruciale importanza per gli equilibri strategici nella zona e non solo per gli importanti documenti caduti nelle mani dei garibaldini. Tra le vittime dell'agguato figurava infatti il capitano Volkmar Seifert, ufficiale veterano della Grecia e della Jugoslavia e capo della Lehrstab für Bandenbekämpfung (Scuola anti-ribelli) di Ciano d'Enza. Il giorno seguente scattò una prima operazione di rappresaglia, condotta dalle truppe naziste, volta a vendicare il ferimento dell'ufficiale e la morte dei due graduati. Nei pressi del luogo dell'imboscata vennero così fucilati quattro partigiani, che erano stati catturati dopo un'azione a Legoreccio, e un civile. 
Il 23 dicembre vennero fucilati sul luogo della precedente strage altri sette partigiani prelevati dalla prigione di Ciano. Seifert morì presso l'ospedale militare di Reggio nell'Emilia il giorno di Natale del 1944.

## Vittime
Fucilati il 21 dicembre 1944:

### Partigiani
- Arturo Gambuzzi "Cervi", di Reggio nell'Emilia, classe 1922;
- Ermete Conti, di San Polo d'Enza, classe 1906;
- Ernesto Spallanzani "Falco", di Reggio nell'Emilia, classe 1920.

### Civili
- Livio Cristofori, di Casina, classe 1919.

Fucilati il 23 dicembre 1944:

### Partigiani
- Iones Del Rio "Lino", di Montecchio Emilia, classe 1921;
- Luigi Bellelli, classe 1924;
- Oliviero Bernieri "Pisetto", di Quattro Castella, classe 1890;
- Elio Manzotti "Kira", di Sant'Ilario d'Enza, classe 1922;
- Severino Uguzzoli "Libero", di San Polo d'Enza, classe 1916;
- Caduto ignoto;
- Caduto ignoto;
- Caduto ignoto.

## Memoria
Sul luogo del massacro è stato inaugurato il 26 maggio 1946 un monumento dedicato ai Martiri, poi restaurato nel 1973.